# Пётр Великий (пароход)
«Император Петр Великий» — пассажирский пароход. Построен компанией «John Brown & Co Ltd», Клайдбанк, Великобритания по заказу РОПиТ, спущен на воду в 1913 г.

## История
До 1914 года ходил по маршруту: Одесса — Константинополь — Пирей — Смирна — Александрия, РОПиТовская Александрийская линия.
В августе 1914 года в качестве госпитального судна Севастопольского порта вошел в состав Черноморского флота. В мае 1918 году был захвачен германскими войсками, с декабря 1918 года — под контролем англо-французских войск.
В конце 1919 года возвращен РОПиТ, затем зафрахтован французской судоходной компанией.
17 февраля 1920 года на пути из Варны в Одессу, севернее мыса Калиакра, наскочил на мину, получил пробоину и через 28 часов затонул.

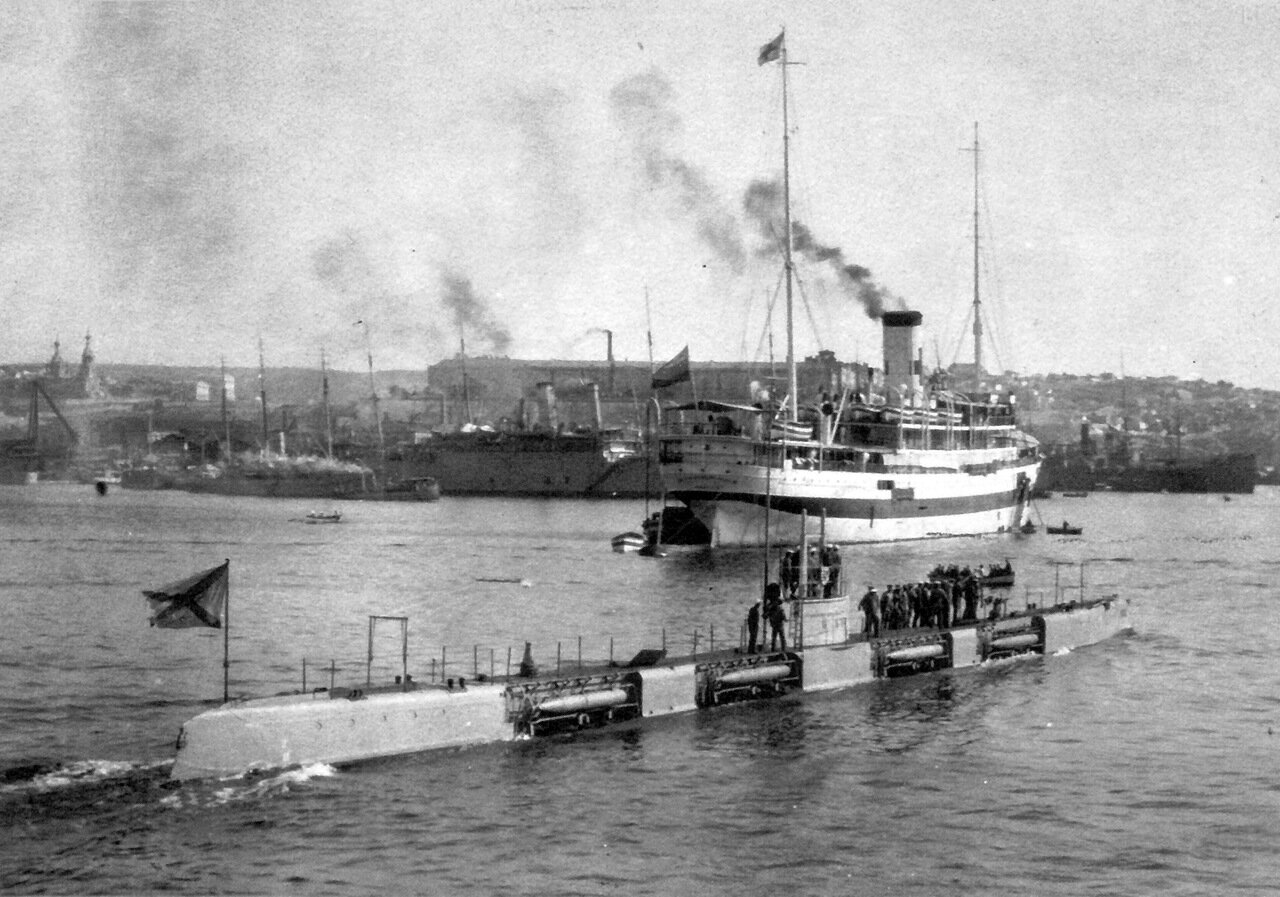
Госпитальное судно «Император Пётр Великий» и подводная лодка «Морж» в Севастополе, лето 1915 года

В октябре 1938 года поднят ЭПРОН, отбуксирован в Одессу и поставлен в капитально-восстановительный ремонт.
С 22 по 30 июня 1941 года — в составе Черноморского Флота в качестве транспорта. 30 июня по приказу командования затоплен для создания заграждения на подходах к порту Одессы.
В 1942 году поднят германскими спасателями и отбуксирован в Румынию. По окончании Второй мировой войны возвращен СССР. В 1950—1952 годах на верфи «VEB Warnow-Werft» в Варнемюнде (ГДР) прошел капитально-восстановительный ремонт.
С 1954 года в составе Дальневосточного морского пароходства под названием «Якутия». Работал на пассажирской линии Владивосток — Корсаков (юг Сахалина). В 1975 году был перестроен в плавгостиницу «Морская-2».
В 1988 году продан на слом и разделан на металл в Южной Корее.